# Atlantic Meridional Overturning Circulation
Atlantic Meridional Overturning Circulation (forkortet AMOC) er et system af havstrømme i Atlanterhavet, der blandt andet inkluderer golfstrømmen. AMOC transporterer varmt vand fra troperne op til den nordlige halvkugle. Når disse havstrømme er kommet op i de arktiske egne bliver vandet afkølet og fortsætter sydpå igen. Dette kaldes grønlandspumpen. På vej mod nord både stiger vandets indhold af salt (pga. fordampning) og temperaturen falder, hvilket får overfladevandet til at synke til bunds. Efter at have passeret troperne på vejen sydpå fortsætter det ned mod Antarktis, hvorefter stiger vandet atter opad i havet, hvilket får vandets temperatur til at stige igen.
Atlantic Meridional Overturning Circulation udgør sammen med cirkulationen på den sydlige halvkugle som kaldes Southern Ocean Overturning Circulation (en) eller Southern Meridional Overturning Circulation (SMOC) den globale termohaline cirkulation.

## Muligt kollaps
En gruppe af forskere frygter, at AMOC er ved at kollapse, hvilket vil ændre klimaet på hele kloden med blandt andet nedkøling af det nordlige og vestlige Europa, mens temperaturen vil stige andre steder. Peter og Susanne Ditlevsen, der er professorer ved Københavns Universitet har udregnet, at der er 95% risiko for, at AMOC kollapser mellem 2025 og 2095 med 2057 som det mest sandsynlige årstal. I Nordeuropa kan et kollaps medføre, at temperaturen falder med 15 grader. Vandstanden kan stige i det nordlige Atlanterhav. Andre steder i verden kan de tropiske monsuner blive forskudt. Et kollaps kan også medføre flere orkaner på Amerikas østkyst og forstyrre regntiden i troperne.
AMOC kan kollapse fordi den smeltende indlandsis fra Grønland, der består af ferskvand, der vejer mindre end saltvand, kan forhindre det salte vand i at synke til bunds, således at den nordatlantiske havstrøm svækkes.
Der udtrykkes dog både bekymringer om, at disse modeller "kan undervurdere sandsynligheden for et kollaps" og at risikoen for et kollaps indenfor de næste årtier ikke er tilstrækkeligt underbygget.